# Espace urbain d'Angers
L'espace urbain d'Angers est un espace urbain français constitué autour de la ville d’Angers, dans le département de Maine-et-Loire. Par la population, c'est le 19e (numéro Insee : 1S) des 96 espaces urbains français. En 1999, sa population était de 332 624 habitants pour une superficie de 1 502,42 km2.

## Caractéristiques
D'après la délimitation établie par l'Insee en 1999, c'est un espace urbain unipolaire qui ne comporte donc pas de communes multipolarisées et qui est identique à l'aire urbaine d'Angers : 89 communes dont 77 communes monopolarisées.
L’espace urbain d'Angers est le premier des espaces urbains unipolaires.